# Fazenda Modelo
Fazenda Modelo é um livro escrito por Chico Buarque no ano de 1974, pertencente ao gênero narrativo novela, publicado originalmente pela editora Civilização Brasileira. 
Primeira obra literária trazida a público pelo autor, exigiu que, durante dez meses, interrompesse temporariamente seus trabalhos na música para que fosse produzida. Consiste em trechos sucintos a partir dos quais o autor descreve, inicialmente, os arredores da Fazenda Modelo, de forma a abrir caminho para a trama que segue. Nela, animais compõem uma alegoria do Brasil da Ditadura, do milagre econômico e suas conjunturas.
O livro tem uma história semelhante à obra A Revolução dos Bichos, de George Orwell, escrita 30 anos antes, na qual o autor também cria um mundo fictício, este composto por uma fazenda na qual seus habitantes, animais, promovem uma revolução para que pudessem se libertar da opressão do fazendeiro, antigo proprietário do local. A disputa por poder entre os bichos leva, no entanto, a desenrolares imprevistos, reforçando a tese defendida tanto por Orwell quanto por Buarque, em suas respectivas obras, de que o poder político, concentrado nas mãos de uma elite dominante, acaba por gerar grande opressão, em detrimento do bem comum.